# Philippe Zacharie

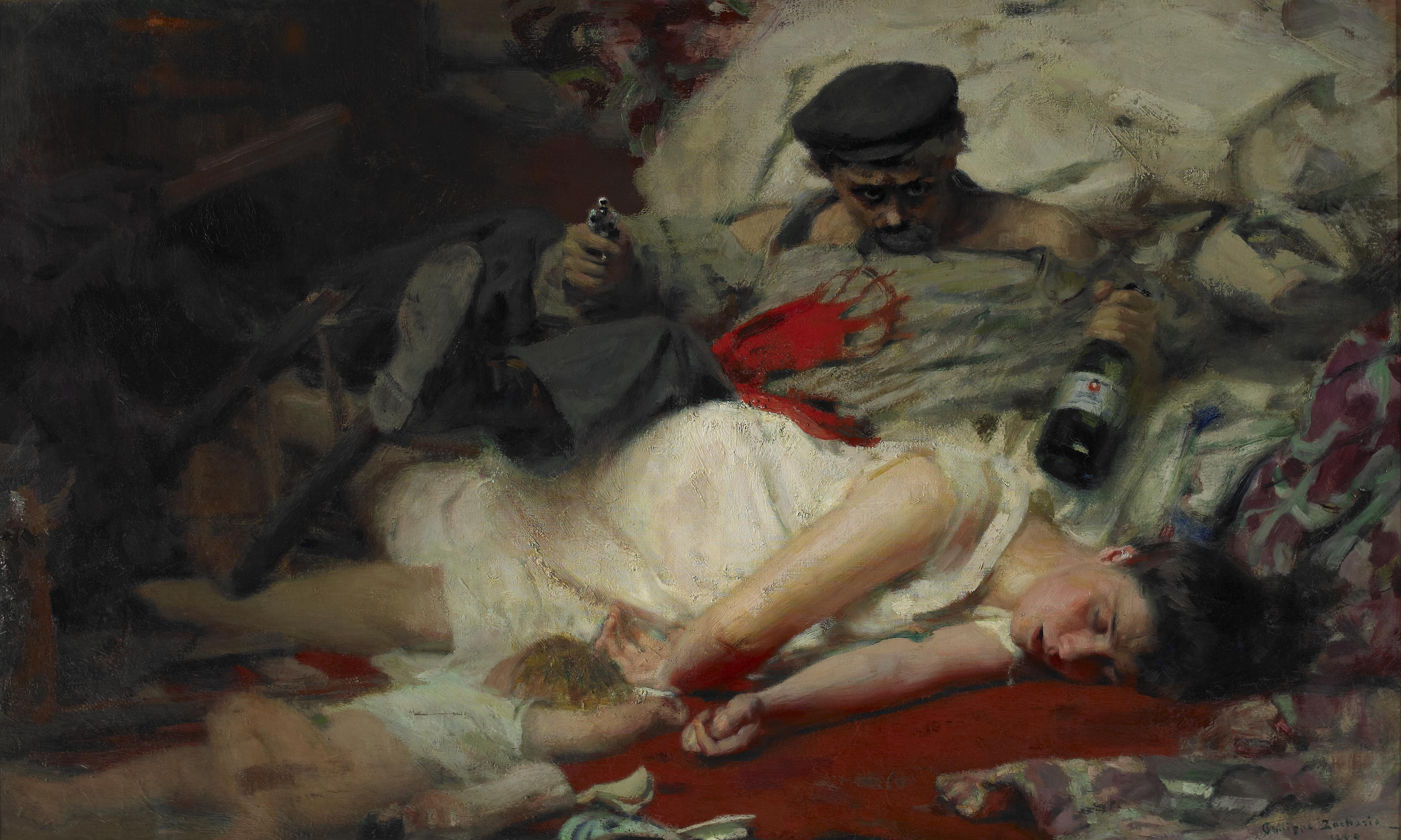
Der Absinth. Öl auf Leinwand, 120 × 200 cm. Musée des beaux-arts de Rouen.

Philippe Ernest Zacharie (* 23. April 1849 Radepont; † 26. Januar 1915 in Rouen) war ein französischer Maler.

## Leben
Philippe Zacharie wurde am 23. April 1849 in Radepont, im Andelle-Tal im Département Eure, geboren. Schon in jungen Jahren zeigte er seine künstlerische Begabung mit zahlreichen Skizzen von Bauernhäusern und Bauern. 1863 zog er nach Rouen, besuchte das Lycée Corneille und die Akademie für Malerei und Zeichnen, wo er unter F. G. Morin schnell zu einem der besten Schüler wurde. Er gewann mehrere Preise und stellte 1869 im Salon Municipal de Rouen und 1870 im Salon von Paris aus.
Während des Deutsch-Französischen Krieges 1870 wurde er mobilisiert und musste nach Le Havre gehen. Nach dem Krieg arbeitete er beim städtischen Zollamt und setzte seine künstlerische Karriere fort. 1872 erhielt er die große Silbermedaille im Salon von Rouen und stellte 1873 im Salon von Paris aus. Zacharie spezialisierte sich auf historische und legendenhafte Themen und wurde 1874 zum Assistenzprofessor am Lycée de Rouen ernannt, 1879 dann an die École des Beaux-Arts de Rouen. Er gewann weitere Auszeichnungen, darunter Goldmedaillen 1876 und 1878 in Rouen. Seine Werke wurden weiterhin im Salon von Paris ausgestellt.
1894 zerstörte ein Brand in Rouen fast alle seine Werke der letzten 30 Jahre. Nur La Femme aux pigeons blieb erhalten. Er wurde für den Verlust entschädigt, aber zog sich bis 1898 vom Salon von Paris zurück. Danach lehrte er an der École des Beaux-Arts de Rouen und stellte weiter aus.
Um 1900 fertigte er Gemälde für die Kirche Saint-Clément, den Salle des Actes des Lycée Corneille und die Kirche Saint-Godard in Rouen an. 1904 wurde er als Mitglied in die Académie des sciences, belles-lettres et arts de Rouen aufgenommen. Im Oktober 1910 ging er in den Ruhestand. Er gewann 1905 den Bouctot-Preis und wurde Mitglied der Akademie von Rouen. Seine Werke wurden weiterhin in Paris und Rouen ausgestellt.
Philippe Zacharie starb am 25. Januar 1915 in seinem Atelier in Rouen.